# Axel Gabriel Engberg
Axel Gabriel Engberg, pseudonym Age och Egerius, född 10 september 1837, död 4 juli 1910, var en svensk litteratör och översättare. Han översatte bland annat 1888–1889 romanen Middlemarch av George Eliot.